# Contea di Louth
Il Louth (in irlandese: An Lú, per esteso: Contae Lú) è una delle 32 contee dell'Irlanda tradizionali e una delle 29 amministrative della Repubblica d'Irlanda. Situata sulla costa orientale dell'isola d'Irlanda, fa parte della provincia del Leinster e confina ad est col Mare d'Irlanda, a sud col Meath, ad ovest col Monaghan e a nord con le contee nordirlandesi di Armagh e Down. 
Il Louth è la più piccola delle contee tradizionali irlandesi. Il centro amministrativo è la cittadina di Dundalk, ma il centro abitato di dimensioni maggiori è Drogheda.

## Toponomastica
Sebbene una diffusa teoria sostenga che il nome gaelico della contea, An Lú, significhi "l'ultima", in riferimento alle sue dimensioni, Louth prende più probabilmente il nome dal villaggio di Louth, che in gaelico si chiama Lughbhadh, riferimento al dio celtico Lugh.

## Storia e cultura

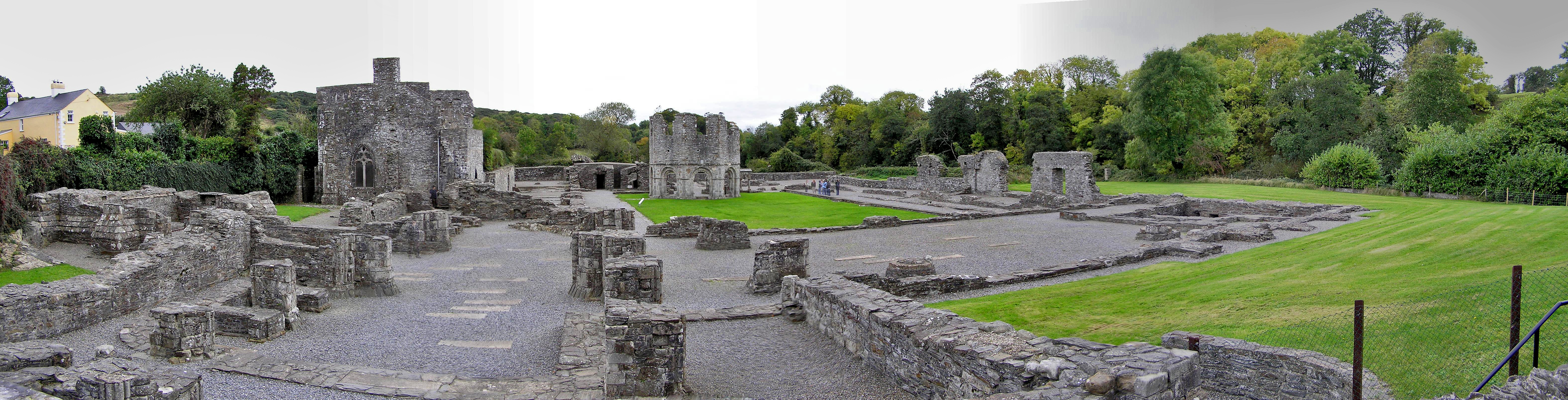
Le rovine della Mellifont Abbey, nella contea di Louth

A dispetto delle sue esigue dimensioni, per le quali viene anche chiamata 'wee county', nel Louth si intrecciano molti miti, leggende e fatti storici. Nel territorio della contea si trova la Penisola di Cooley, che è l'ambientazione del Táin Bó Cúailnge, uno dei racconti più celebri della letteratura antica irlandese. Oltre a molte pagine di storia vichinga, ricco di episodi storici è anche il Carlingford Lough. Infine, essendo situata al confine con l'Irlanda del Nord, la contea è stata fortemente influenzata dagli episodi politici e storici che la riguardano. 

## Geografia antropica

### Centri abitati

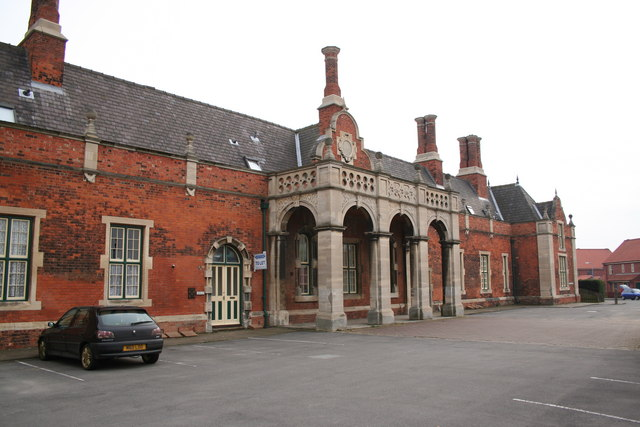
La stazione di Louth

- Ardee
- Ballymascanlon
- Blackrock
- Carlingford
- Castlebellingham
- Clogherhead
- Collon
- Drogheda
- Dromiskin
- Dundalk
- Dunleer
- Greenore
- Jenkinstown
- Louth
- Mansfieldtown
- Omeath
- Termonfeckin
- Tullyallen